# Retrats d'Elisabet I d'Anglaterra

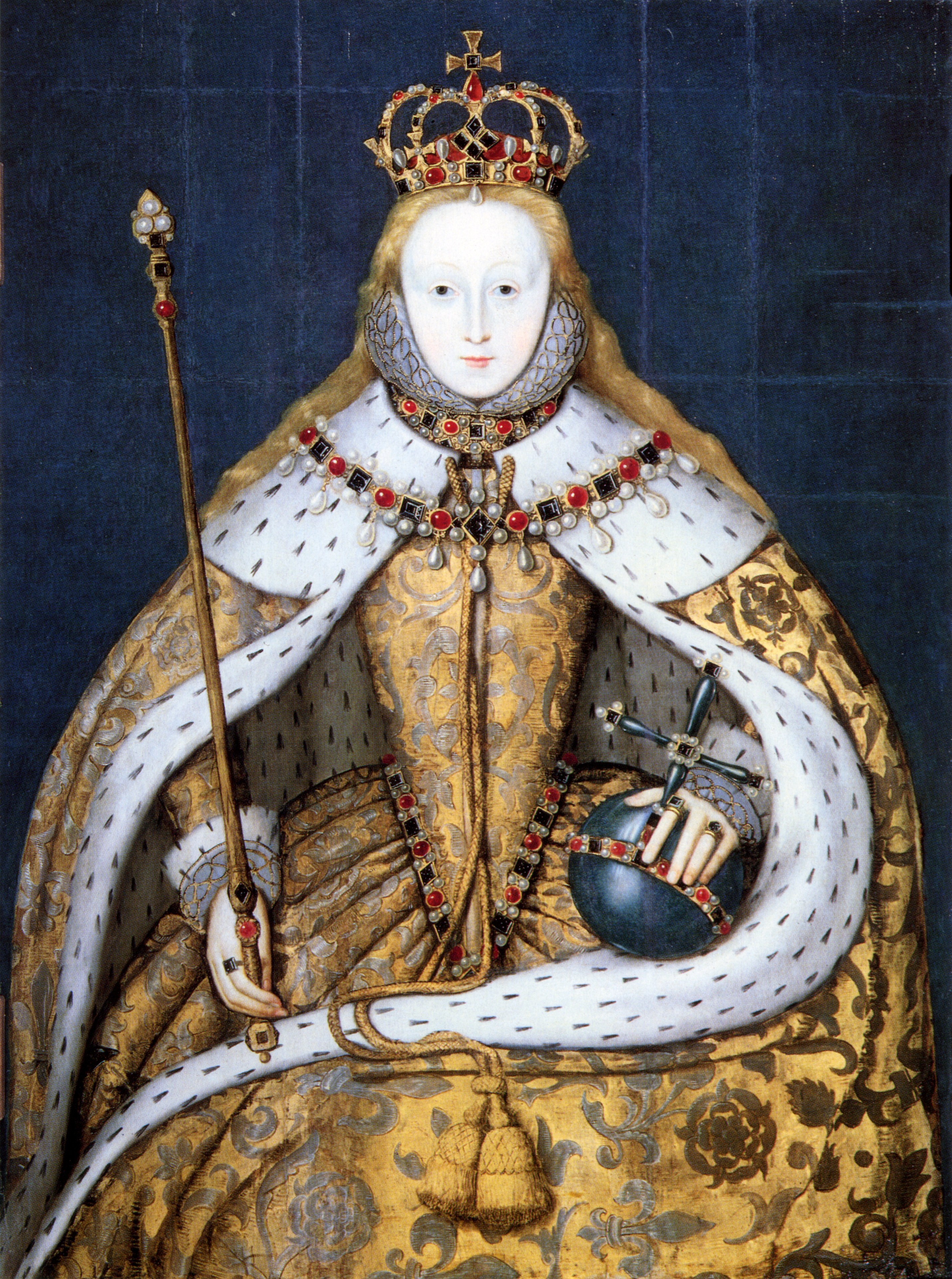
Retrat d'Elisabet I d'Anglaterra en les seves robes de coronació. Còpia de al voltant de 1600–1610 d'un original perdut de al voltant de 1559. La posada es fa ressò del famós retrat de Ricard II a Westminster Abbey, el retrat més antic conegut d'un sobirà britànic.

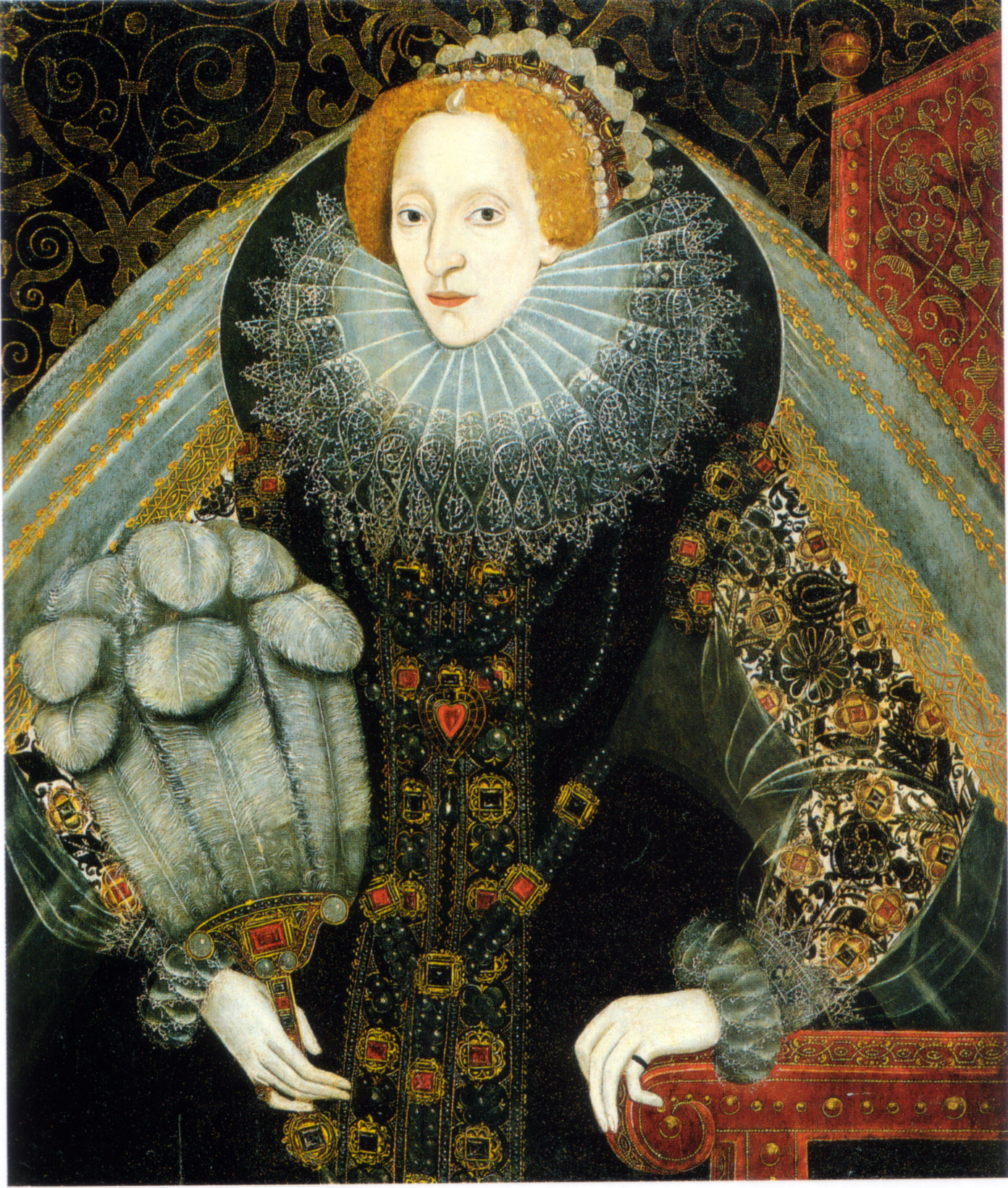
Un dels molts retrats del seu tipus, amb una invertit model de cara Darnley, al voltant de 1585–90, artista desconegut.

Els retrats d'Elisabet I d'Anglaterra il·lustren l'evolució dels retrats reials anglesos en el període modern anterior, i abasten des de les representacions simples fins a les imatges més tard complexes utilitzades per transmetre el poder i les aspiracions de l'estat, així com del monarca com el seu cap.
Fins i tot els primers retrats d'Elisabet I d'Anglaterra (1533–1603) contenen objectes simbòlics tals com roses i llibres de pregària que portarien un significat pel públic de l'època. Retrats posteriors mostren iconografia de l'imperi -amb capes, globus del món, corones, espases i columnes— i representacions de la virginitat i la puresa —tals com llunes i perles— amb al·lusions clàssiques per a presentar una "història" complexa que transportava a l'espectador a l'era elisabetiana i a la importància i majestat de la seva Reina Verge.

## Visió general

### Retrat en l'Anglaterra tudor

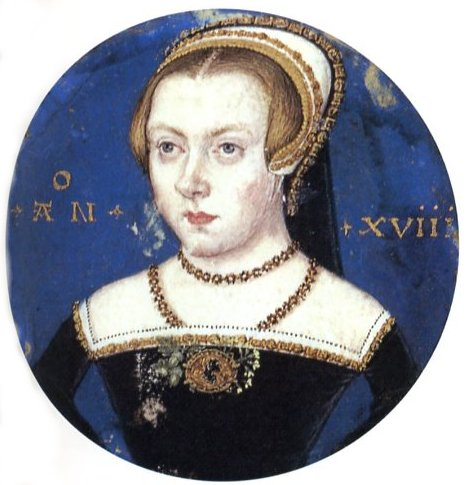
Retrat miniatura d'Elisabet com una princesa, Levina Teerlinc, al voltant de 1550.

Dues tradicions de retrat havien sorgit en la cort dels Tudor des dels temps del pare d'Elisabet, Enric VIII. El retrat miniaturista es va desenrotllar a partir de la tradició de manuscrit il·luminat. Aquestes imatges personals petites eren quasi invariablement pintades en aquarel·la sobre vitel·la i es mantenien durant uns dies posant-se rígides, ja que estaven enganxades en un naip. Després les pintures sobre taula a l'oli recolzades en superfícies de fusta preparades es basaven en el dibuixos preparatoris i eren executades en general a mida natural, així com les pintures a l'oli sobre llenç.
A diferència dels seus contemporanis a França, Elisabet mai va concedir drets per produir el seu retrat a un sol artista, tot i que Nicholas Hilliard va ser nomenat oficialment el seu editor de manuscrits o miniaturista i orfebre. George Gower, un retratista de moda de la cort que va crear Serjeant Painter el 1581, va ser el responsable d'aprovar tots els retrats de la reina creats per altres artistes des d'aquesta data fins a la seva mort, el 1596. Elisabet va tenir un gran nombre d'artistes pictòrics durant anys, incloent-hi Hilliard, Cornelis Ketel, Federico Zuccaro o Zuccari, Isaac Oliver i, probablement, Gower i Marcus Gheeraerts el Jove.
Els retrats eren encarregats pel govern com a regals als monarques estrangers i com a mostra als possibles pretendents. Els cortesans encarregaven pintures fortament simbòliques per demostrar la seva devoció a la reina. Les llargues galeries de moda de les posteriors cases de camp elisabetianes s'omplien de conjunts de retrats. Els estudis dels artistes Tudor van produir imatges d'Elisabet treballant a partir dels models aprovats de "cara" o dibuixos de la reina per així satisfer la creixent demanda de la seva imatge, un símbol important de la lleialtat i el respecte per la corona en temps de turbulència.

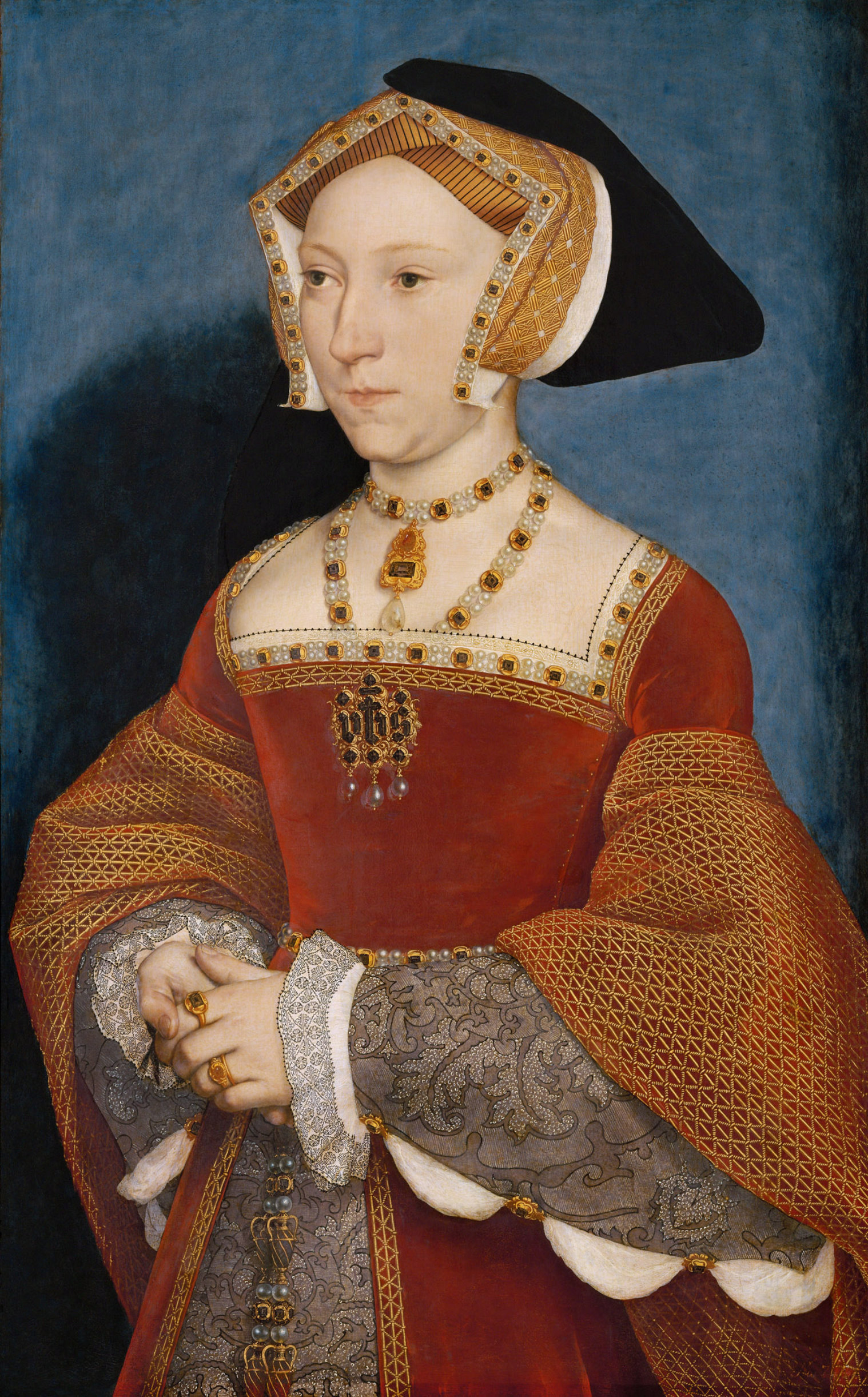
La reina d'Enric Jane Seymour. Holbein, 1535–36

### Context europeu
De moment els models més impressionants disponibles per retratistes anglesos eren els molts retrats de Hans Holbein el Jove, el retratista excepcional del nord de la primera meitat del segle, que havia fet dues visites llargues a Anglaterra i havia estat artista pictòric de la cort d'Enric VIII. Holbein es va acostumar al retrat de longitud completa i mida natural de la cort anglesa, encara que cap dels seus originals sobreviuen avui en dia. El seu gran mural dinàstic a Whitehall Palace, destruït en 1698, i potser altres retrats originals enormes, haurien estat familiar pels artistes elisabetians.
Tant Holbein com el seu contemporani italià Titian havien combinat una gran penetració psicològica amb una impressió prou majestuosa per satisfer els seus patrons reials. Amb la seva segona visita, Holbein ja s'estava allunyant d'una representació estrictament realista; en el seu Jane Seymour (a l'esquerra) "la figura ja no és vista desplaçant-se del seu volum d'una secció d'espai recognoscible: s'acosta més aviat a un patró pla, vivificat per un contorn delimitador i vital". Aquesta tendència s'havia de portar molt més enllà en els retrats posteriors d'Elisabet, on "la semblança de funció i un interès en la forma i el volum a poc a poc han estat abandonades en favor d'un efecte de majestat esplèndida obtingut per mitjà del patró decoratiu, i així les formes s'han aplanat en conseqüència".

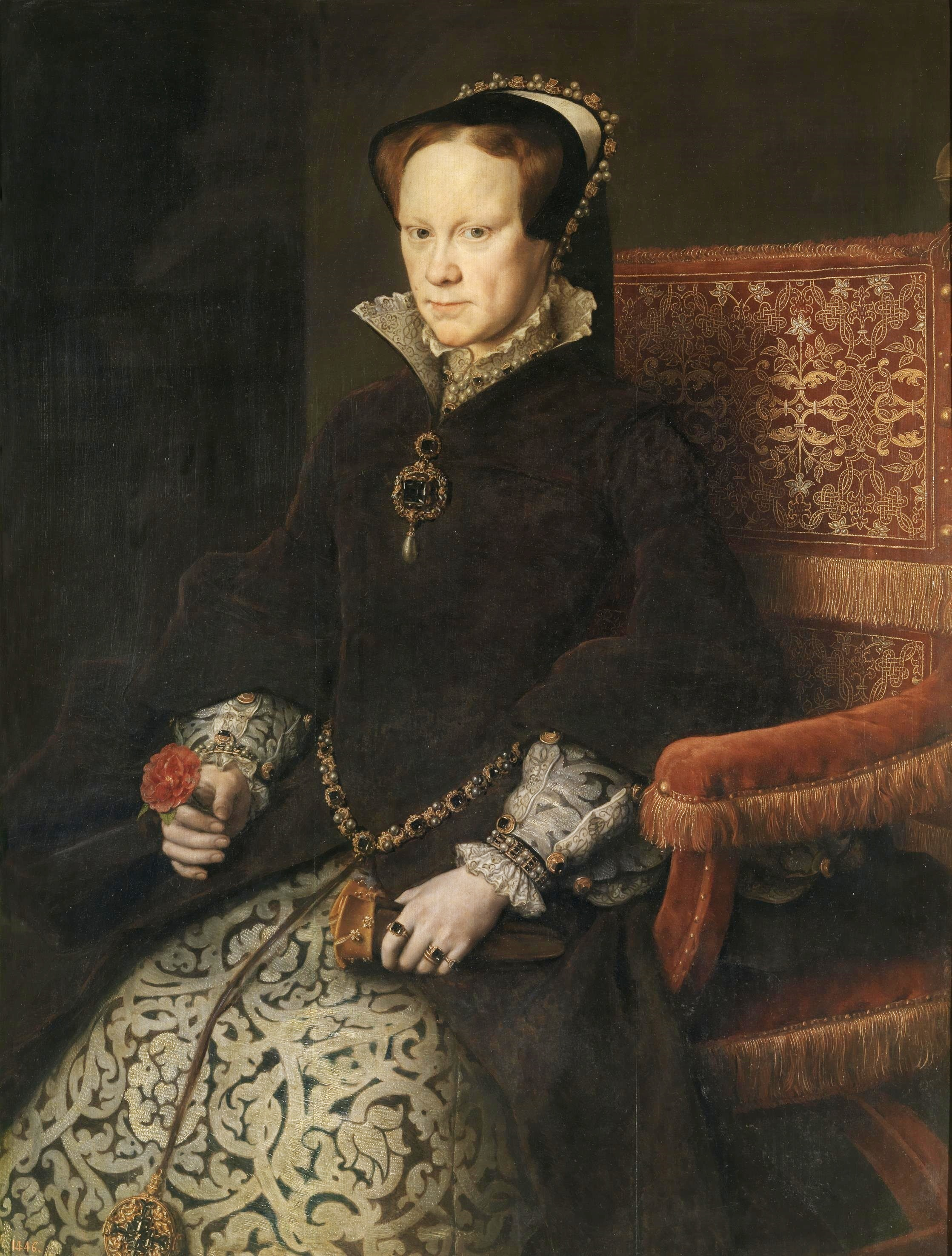
Maria I, Anthonis Mor, 1554

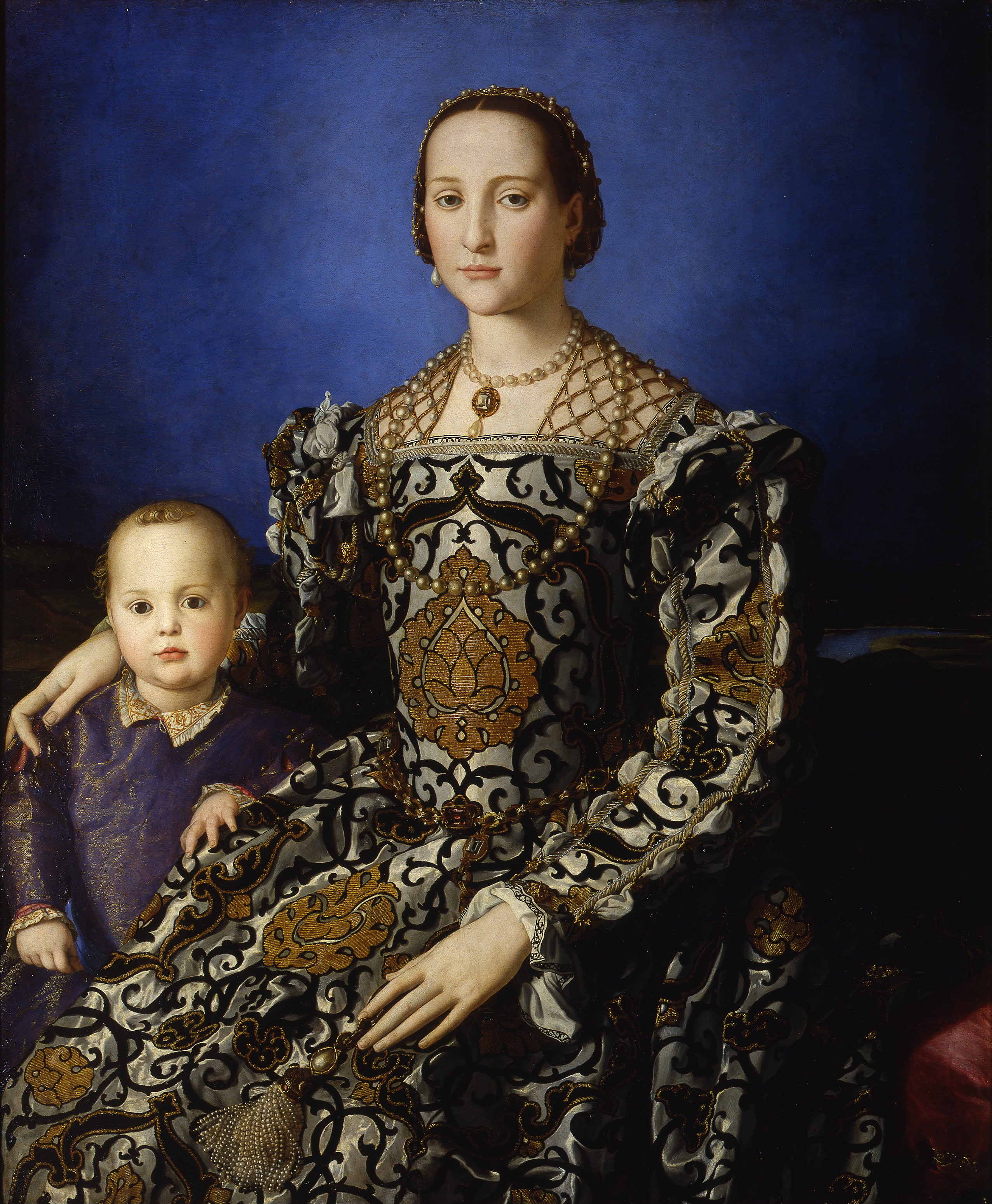
Elionor de Toledo i el seu fill Giovanni, Bronzino, 1545